# Aderico Cotta
Arderico Cotta (mort le 15 octobre 958) fut archevêque de Milan de 936 à 958.

## Biographie
Aderico appartenait à la famille noble milanaise des Cotta. Il fut élu archevêque de Milan, bien qu'étant déjà âgé, sous la pression d'Hugues d'Arles, qui lui avait fait intégrer au préalable les prêtres de la basilique Saint-Ambroise, respectant ainsi l'habitude selon laquelle l'archevêque devait être choisi parmi le clergé local.
Devenu archevêque, Aderico fit construire la chapelle de saint Lin dans la basilique San Nazaro in Brolo, où il sera lui-même inhumé et la chapelle Sant'Andrea, actuellement connue sous le nom de sant'Andrea al Muro Rotto, près de la via Rastelli et du mur de Narsès.
En 944, Hugues d'Arles, tenta de faire entrer dans le clergé milanais, avec l'intention de le faire élire évêque, son propre fils illégitime, Teobaldo. Mais, devant l'opposition d'Arderico, qui voulait défendre sa position personnelle, Hugues organisa une révolte qui se solda par la mort de 90 milanais, sans que l'évêché ne puisse être récupéré. Devant l'échec de ses menées, Hugues se résolut à changer d'avis, fit don d'un crucifix en or à la basilique de Santa Maria Jemale, et offrit l'Abbaye de Nonantola à l'église milanaise.
Aderico Cotta mourut à Milan le 15 octobre 958.

## Sources
- (it) Dizionario di erudizione storico-ecclesiastica|Dizionario di erudizione storico-ecclesiastica da San Pietro sino ai nostri giorni de Gaetano Moroni, 1879, Venezia, Tip. Emiliana
- (it) Dizionario Biografico degli Italiani di Alberto Maria Ghisalberti, Massimiliano Pavan, Istituto della Enciclopedia italiana - 1960, Milano

## Source de traduction
- (it) Cet article est partiellement ou en totalité issu de l’article de Wikipédia en italien intitulé « Arderico (arcivescovo di Milano) » (voir la liste des auteurs).